# Kateřina Demnerová
Kateřina Demnerová (* 27. září 1947, Praha) je česká mikrobioložka, profesorka na Ústavu biochemie a mikrobiologie na Vysoké škole chemicko-technologické (VŠCHT), kde působí od roku 1970. Zaměřuje se na potravinářskou a environmentální mikrobiologii. V roce 2011 jí byla udělena Cena Milady Paulové za chemii.
Byla studentkou a později spolupracovnicí profesorky Ludmily Šilhánkové. V letech 2006 až 2013 byla vedoucí Ústavu biochemie a mikrobiologie VŠCHT. Vede akreditovanou Laboratoř potravinářské mikrobiologie a geneticky modifikovaných mikroorganismů.